# Wolfgang Kunert (Politiker, 1936)
Wolfgang Kunert (* 19. April 1936 in Dresden) ist ein deutscher Lehrer und Politiker (DDR-CDU, CDU). Er gehörte der letzten Volkskammer der DDR an.

## Leben und Beruf
Kunert besuchte von 1942 bis 1954 die Oberschule in Dresden. Von 1954 bis 1956 studierte er am Pädagogischen Institut Leipzig und schloss als Unterstufenlehrer ab. Von 1956 bis 1959 unterrichtete er in Scheibe-Alsbach, danach in Meuselbach, wo er sich niederließ. Nach einem weiteren Studium 1963 bis 1968 an der Friedrich-Schiller-Universität Jena wurde er Oberstufenlehrer.
Kunert ist evangelisch, verheiratet und Vater von drei Kindern.

## Politik
Kunert trat 1955 in die CDU ein. Von 1957 bis 1990 gehörte er dem Kreistag des Kreises Neuhaus am Rennweg an. Bei der Volkskammerwahl 1990 wurde er über den Listenplatz 5 der CDU-Liste im Wahlkreis Suhl in die Volkskammer gewählt. Dieser gehörte er bis zu deren Auflösung zum 2. Oktober 1990 an. Auch nach der Wiedervereinigung blieb er kommunalpolitisch aktiv und gehörte dem Rat der Gemeinde Meuselbach-Schwarzmühle (heute Schwarzatal) an. Zuletzt wurde er 2009 gewählt.